# الصحة في إستونيا

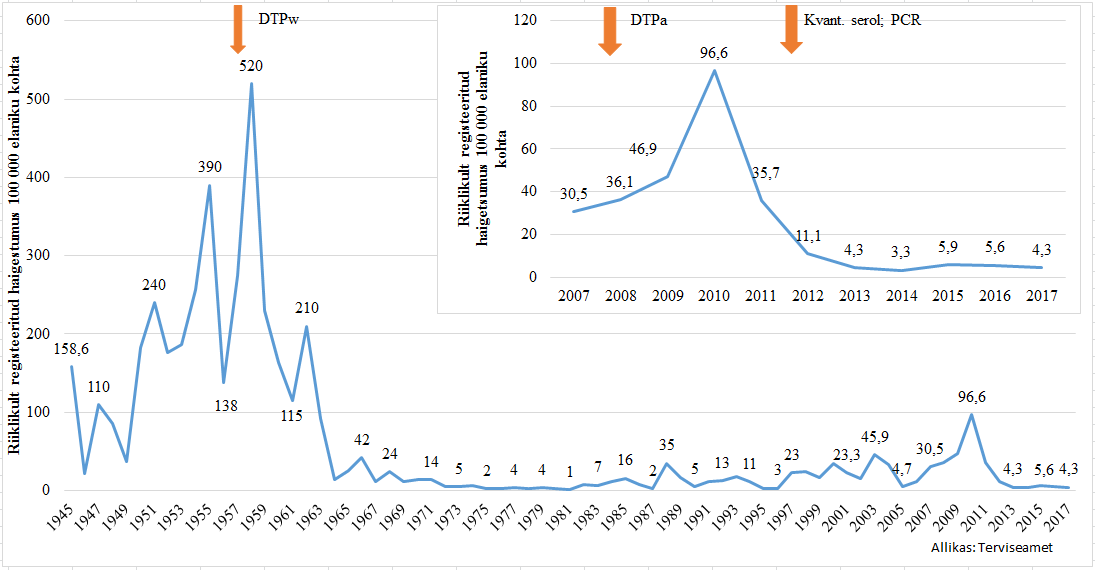
رسم بياني

تم نشر مقياس جديد لرأس المال البشري المتوقع محسوبًا لـ 195 دولة من عام 1990 إلى عام 2016 ومُحدد لكل مجموعة ولادة على أنه السنوات المتوقعة التي تعيش من سن 20 إلى 64 عامًا وتعديلها للتحصيل التعليمي أو جودة التعلم أو التعليم والحالة الصحية الوظيفية, تم نشره بواسطة ذا لانسيت في أيلول 2018. كان لدى إستونيا المستوى السابع عشر من أعلى مستوى لرأس المال البشري المتوقع مع 24 سنة متوقعة في مجالات الصحة والتعليم والتعلم والتي تعيش بين سن 20 و 64 عامًا.